# 印度尼西亚宗教
印尼主要宗教信徒人口佔比圖 （2024年）

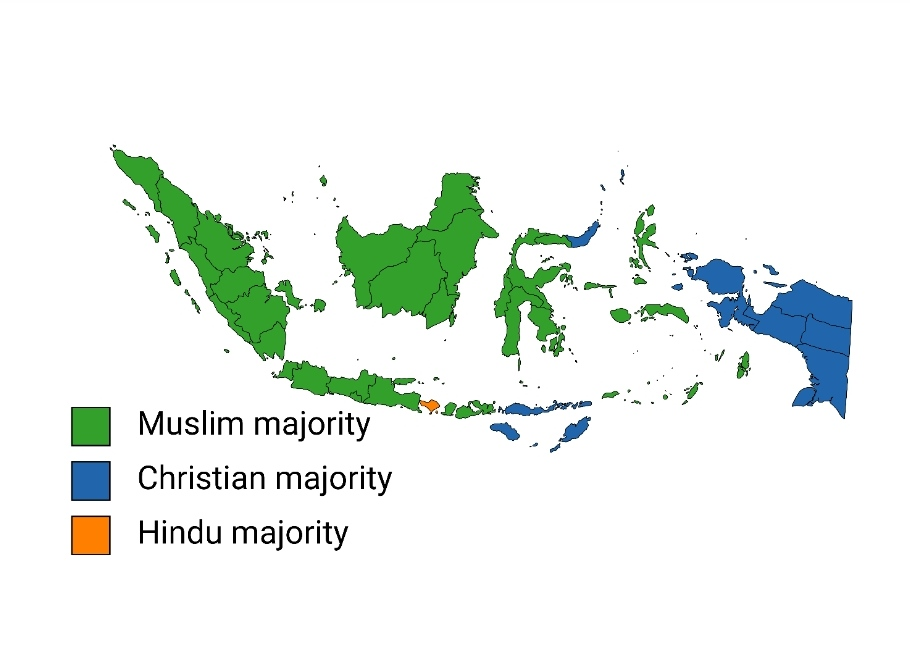
印尼各省依宗教信徒佔多數示例圖。

這篇印度尼西亞宗教用來簡談印尼宗教相關的歷史以及現況。
印尼在形式上是個總統制的共和國，也是個單一制國家（相對於聯邦制），但實際上是種介於世俗主義和伊斯蘭政權思想之間的微妙妥協產物。就單一國家而言，印尼的穆斯林人口數目屬世界第一，而印尼建國哲學基礎（建國五原則，Pancasila）中心思想中的第一條， 要求其公民“相信全能的上帝”。因此印尼雖然日常採行的是世俗國家的做法，但無神論者在出生和婚姻登記，以及身份證發放方面會有註記，而有受歧視的情況。 但亞齊特區得自主採行伊斯蘭教法，當地對宗教少數和性取向少數群體的歧視性做法而有不佳的名聲。印尼幾個穆斯林佔多數的地區也有推動伊斯蘭主義和伊斯蘭基本教義派運動的情況。
該國另有信奉不同宗教的信徒，這些人也對印尼的政治、經濟和文化生活產生顯著的影響。雖然印尼的憲法聲稱要保障宗教自由，但受到印尼政府承認的宗教只有6種：伊斯蘭教、基督教（其中新教與天主教各當作一種）、印度教、佛教和儒教（印尼孔教）。根據印尼憲法法院在2017年所做的裁決，“信仰的分支/流派”（參見信仰分流）和透過新興宗教運動倡導的民族宗教都必須受到承認，並且在印尼身份證 (KTP) 中註記。根據非政府組織印尼宗教與和平會議 (Indonesian Conference on Religion and Peace，ICRP) 所收集的數據，印尼的非官方承認宗教約達245種。
印尼法律要求公民在KTP上註記前述6種官方所承認的宗教，但也可把該欄留白。印尼不承認不可知論或無神論，對官方宗教褻瀆屬於非法（參見印尼宗教褻瀆法）。在2018年的政府統計數據中，印尼人中有86.7%自稱是穆斯林（其中遜尼派佔約99%，什葉派佔約1%和阿赫邁底亞派佔0.2%）、新教7.6% 、天主教3.12% 、印度教1.74%、佛教0.77%、印尼孔教0.03%及其他0.05%。

## 歷史

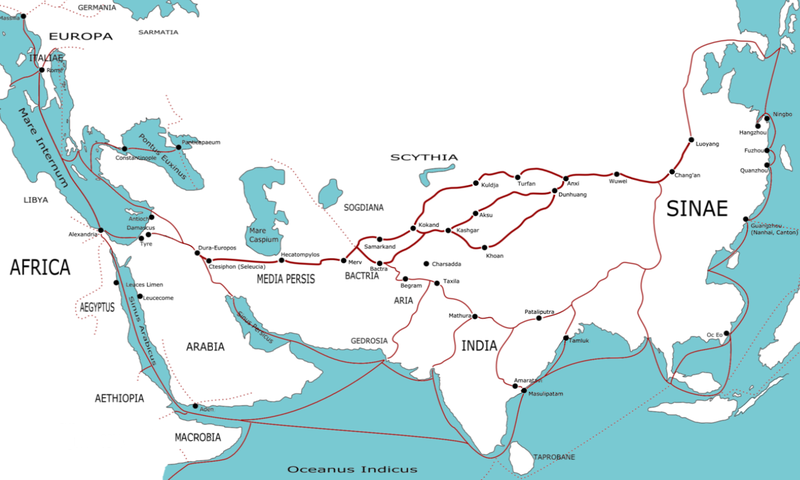
連結印度與印尼的海上絲綢之路。

在公元1世紀前，印尼原住民所依循的是南島民族和巴布亞人的信仰和傳統。
從歷史上看，來自印度次大陸、中國大陸、葡萄牙、阿拉伯世界和荷蘭的移民一直對群島上的宗教和文化多樣性有過重要的貢獻。但為適應印尼本身的文化，外來的影響均做過修飾而有所變化。

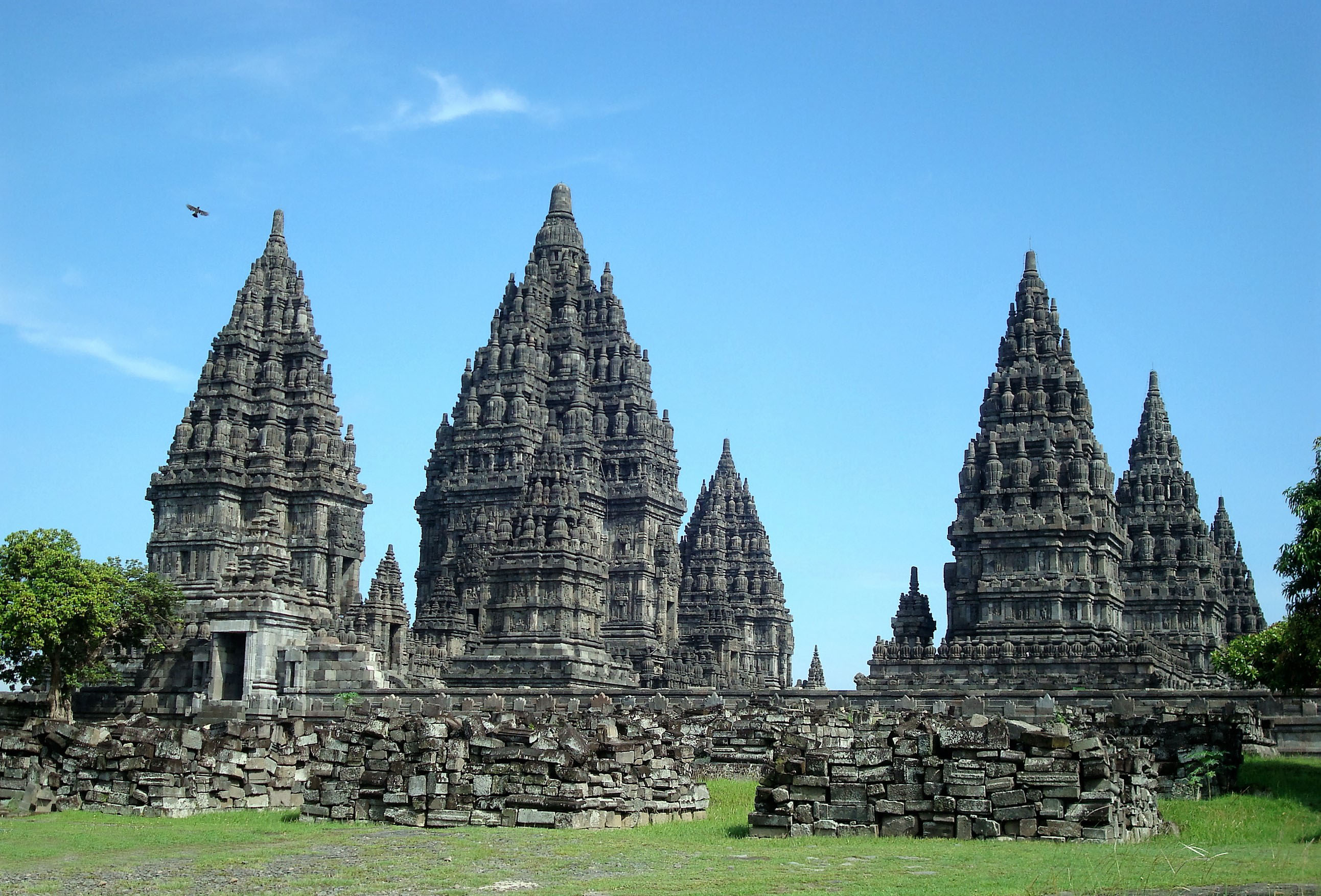
在9世紀建於爪哇島上的普蘭巴南印度教寺廟群。

在同屬亞伯拉罕諸教的伊斯蘭教、基督教和猶太教等抵達印尼之前，當地已受同樣具有法哲學的印度教和佛教的深厚影響。後述的兩個宗教約在公元2世紀和4世紀由印度商人帶到蘇門答臘島、爪哇島和蘇拉威西島。印度教中的濕婆教於公元5世紀在爪哇開始發展。印度教對由羅闍（君主、國王）個人統治的政治意識形態產生決定性的影響。這種由印度商人建立的佛教系統在接下來的世紀中進一步發展，而後有幾個受印度教-佛教影響的王國，如古泰王國、三佛齊王國、滿者伯夷王國和夏連特拉王國在此時期建立。世界上最大的佛教寺廟群 - 婆羅浮屠即由夏連特拉王國所興建，印度教寺廟群普蘭巴南（推測建於馬打蘭王國，或是三佛齊王國時期）也大約在同一時期興建。印度教-爪哇文明在14世紀的滿者伯夷王國時期達到頂峰，此時期在印尼歷史上被稱為“黃金時代”。
伊斯蘭教於13世紀由印度的古吉拉特邦傳入印尼群島。（也有學者提出從阿拉伯半島和波斯傳入的理論），首先在蘇門答臘島西海岸傳播，然後往東到爪哇島發展。此一時期有受伊斯蘭教影響的王國，如淡目蘇丹國、巴讓蘇丹國、馬打蘭蘇丹國和萬丹蘇丹國的興起和隕落。到15世紀末，已建有20個以伊斯蘭教為基礎的王國，反映出當時伊斯蘭教在印尼的強勢地位。
葡萄牙人在16世紀引天主教進入印尼，特別是在佛洛勒斯群島以及今日成為東帝汶民主共和國的所在處。新教（主要是加爾文主義和路德宗）首先由荷蘭人於16世紀引入。對荷蘭人來說，經濟利益遠較宗教皈依重要，因此傳教工作避開像爪哇島以穆斯林人口為主的地區。當初負責統治印尼的荷蘭東印度公司 (簡稱VOC) 對傳教工作進行監管，以符合自己的經濟利益，並將其重點放在群島東部具有泛靈論信仰的地區，包括摩鹿加群島、蘇拉威西島北部、努沙登加拉群島、西巴布亞和加里曼丹。基督教後來從加里曼丹的沿海港口傳播，傳教士進入蘇拉威西島托拉查人部落中。德國傳教士路德維希·英格威爾·諾門森領導的傳教活動著重在蘇門答臘島的部分地區，其中最顯著的是讓巴塔克人皈依，今天他們絕大部分均信奉新教。
蘇卡諾總統在位期間的特點是宗教與國家之間的“互不信任”。而到第二任總統蘇哈托的新秩序期間，這種關係發生重大變化。在1965年發生的未遂政變（九三〇事件），印尼官方正式將其歸咎印尼共產黨 (簡稱PKI) 所主導，而導致1965年-1966年大屠殺，之後蘇哈托政府透過強制信奉宗教來壓制PKI的支持者，因為這些人大多數是無神論者。結果是印尼公民被要求在身分證上註記個人的宗教信仰。這種政策導致大規模的宗教皈依，以轉向新教和天主教居多。印尼華人原本多信奉儒教。而當時此宗教尚不是國家承認的宗教，因此有許多人轉而皈依基督教。

## 國家承認的宗教

### 伊斯蘭教

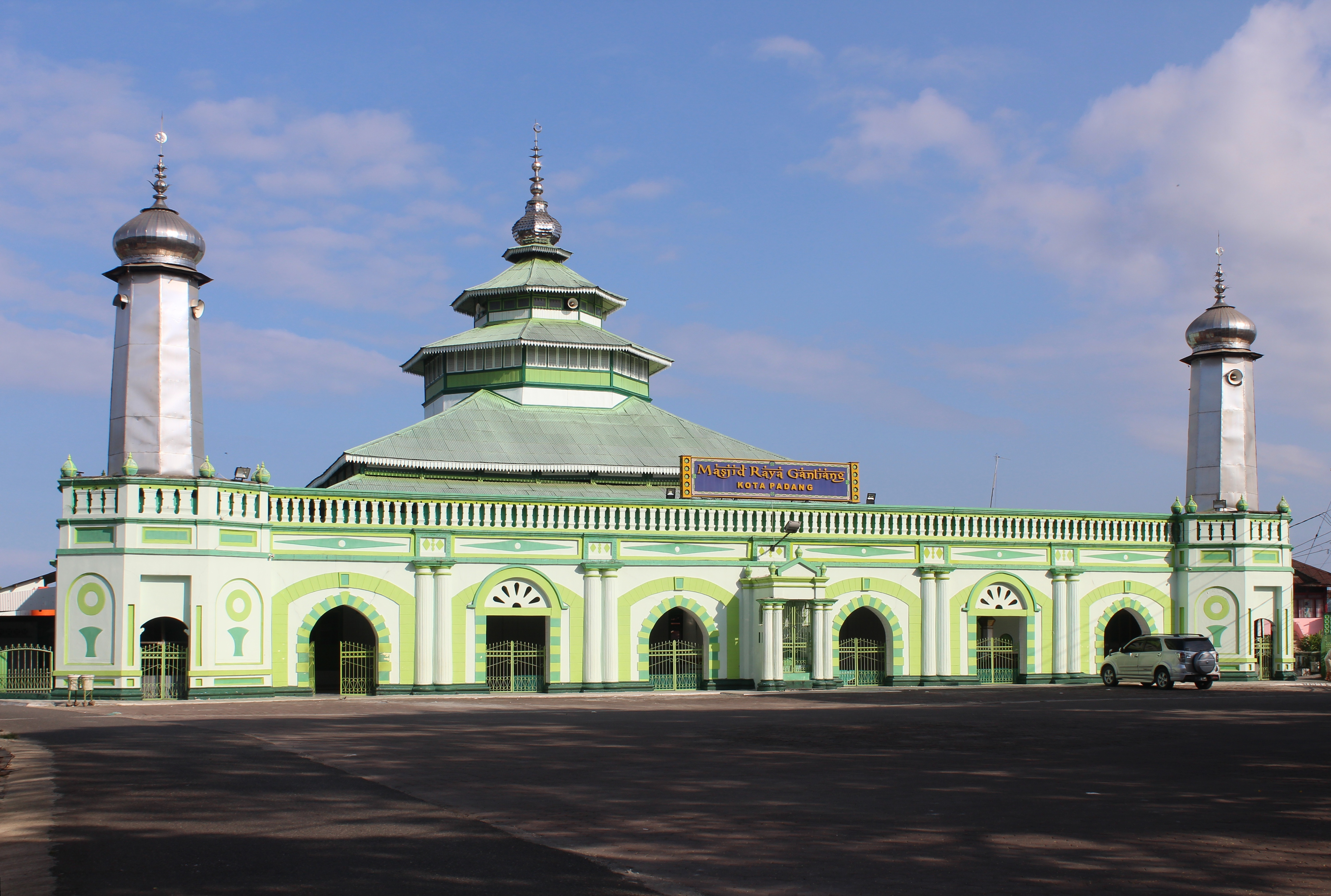
位於西蘇門答臘省首府巴塘的甘庭大清真寺。

#### 遜尼派
印尼伊斯蘭教的歷史複雜，反映出印尼文化所具有的多樣性。早在8世紀就有證據顯示阿拉伯穆斯林商人進入印尼群島。威尼斯共和國商人和探險家馬可·波羅口述，經由他人撰寫的《馬可·波羅遊記》，其中提及在公元1297年，今日蘇門答臘島亞齊的波拉克有個由摩爾商人建立的新社區，這是已知在印尼有阿拉伯穆斯林社區的最早紀錄。 在15世紀和16世紀，透過毛拉納·馬利克·易卜拉欣（又名蘇南·格雷西克（Sunan Gresik），原籍撒馬爾罕，是瓦利松戈（九聖）中的第1人）在蘇門答臘島和爪哇島，和中國明朝三寶太監鄭和在爪哇北部的傳教工作，加上當時各個蘇丹國發動對印度教-佛教王國征戰，以爭取領土控制權，而加速伊斯蘭教的傳播。當時在蘇門答臘島北部和南部、爪哇島西部和中部以及加里曼丹南部同時出現四個不同，而且互相競爭的蘇丹國。這些蘇丹國以伊斯蘭教為國教，並與印度教徒和其他非穆斯林教徒的王國展開戰爭。 

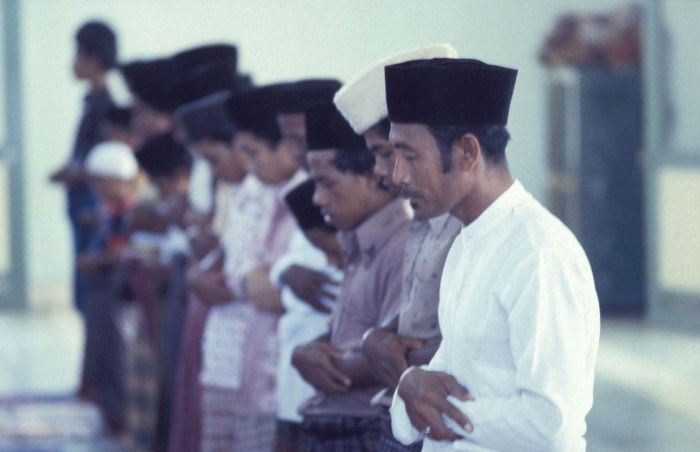
身著紗籠、頭戴宋谷帽參加禮拜的印尼男性穆斯林。

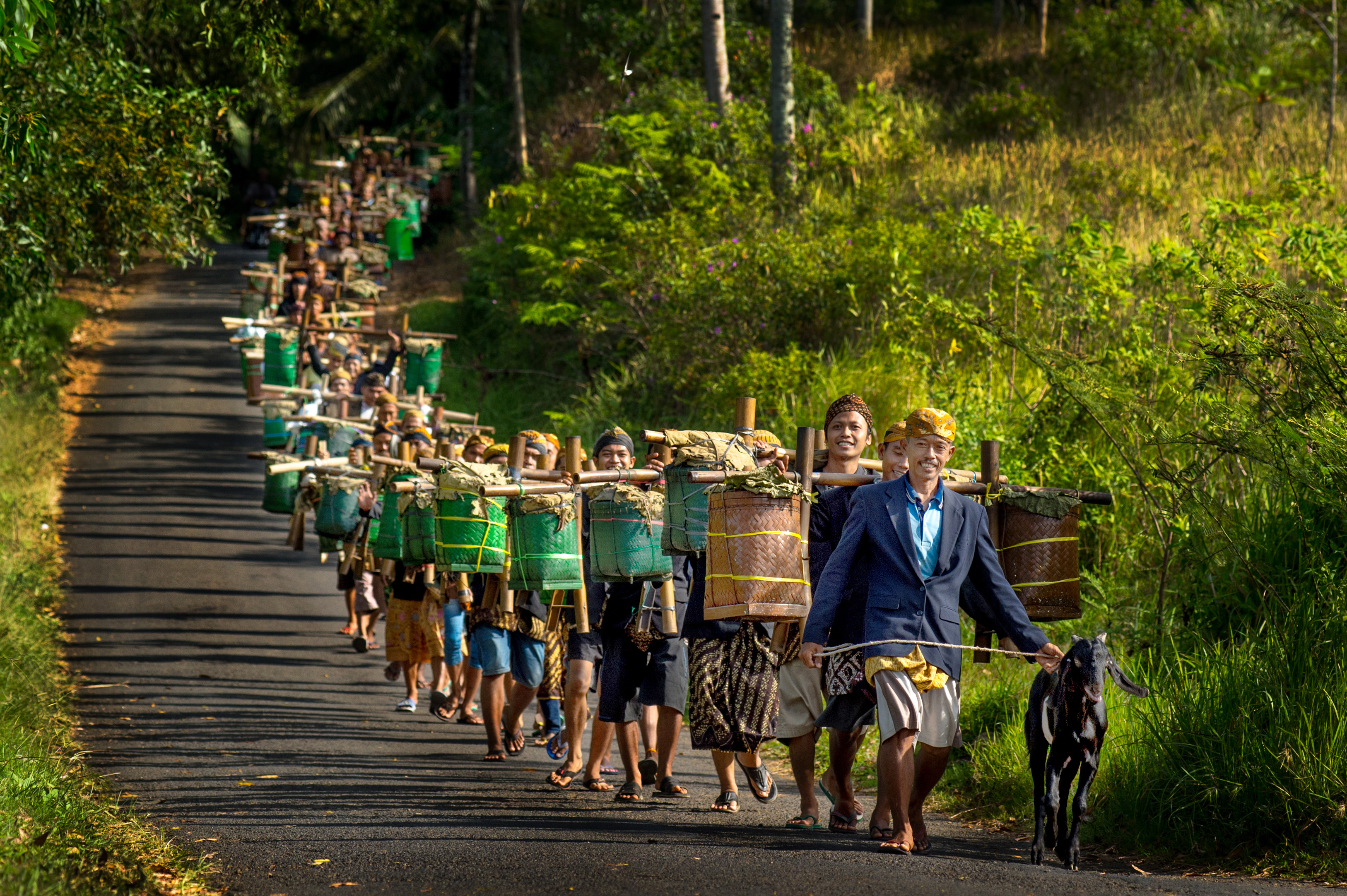
“Perlon Unggahan”是種中爪哇省邦宇馬斯縣Pekuncen地區穆斯林為祭祀祖先所舉辦的社區宴飲儀式，在齋戒月開始之前的星期五舉行。

隨後，印度教、佛教、印尼孔教、信仰泛靈論的社區和無宗教信仰者透過向穆斯林統治者繳納吉茲亞(人頭稅）以換取和平，而其他人則選擇皈依伊斯蘭教以規避賦稅。 印尼的穆斯林在很多情況下都沒像中東的穆斯林那麼嚴謹。在有些地區，人們保留並延續他們的舊有信仰。他們信仰的是包含有伊斯蘭教元素的綜攝，而有人則選擇逃離，聚集在他們足以自保的島嶼社區中，例如西爪哇的印度教徒往東遷移，抵達巴厘島和鄰近小島定居，而建立巴厘島印度教。142–73.</ref>
當在此段宗教衝突和各蘇丹國的戰爭期間，新的權力中心試圖整合他們所控制的領土，而歐洲殖民主義者蒞臨。印尼群島很快遭到荷蘭殖民政府的統治。殖民政府制止宗教衝突，並逐步開始發掘、理解和保存印尼（特別是在爪哇和印尼西部島嶼地區）自古即有的古印度教-佛教文化。
絕大多數印尼穆斯林（約99%）信奉屬於遜尼派中的沙斐儀派。有少數人跟隨麥茲海布、和薩拉菲運動。目前印尼伊斯蘭教有兩個主要的陣營 - 傳統主義和現代主義。兩者都得到印尼兩個最大的伊斯蘭民間社會團體 - 伊斯蘭教士聯合會和穆哈瑪迪亞的支持。兩陣營都認為必須運用蘇菲主義的塔里卡（路徑）以追尋最終的真理。
蘇哈托總統下台後，由於伊斯蘭教在政治上的擴張，政黨再次被容許鼓吹建國五原則（Pancasila）以外的意識形態。幾個基於教法意識形態的伊斯蘭主義政黨和星月黨組成的聯盟（PBB）在1999年的選舉中得票率排名第6。然而到2009年的選舉，PBB的得票排名僅為第10，而採溫和及寬容的伊斯蘭教政黨取得更顯著的成績，例如繁榮正義黨 (PKS) 得到近8%的選票，排名第4。

#### 什葉派
什葉派在早期伊斯蘭教傳播到蘇門答臘島和爪哇島北部曾發揮過重要作用。目前在蘇門答臘島、爪哇島、馬都拉島和蘇拉威西島有十二伊瑪目派信仰者，在巴厘島有伊斯瑪儀派信仰者，人數總共約有1-3百萬，約佔印尼穆斯林人口的1%以上。印尼的什葉派信仰者中包含有阿拉伯裔印尼人和哈德拉毛人。 主要組織是“印尼聖裔協會（印尼語：”（IJABI）。

#### 阿赫邁底亞
阿赫邁底亞派穆斯林最早傳入印尼是在1925年夏天（大約是在印尼獨立革命前20年），由這個派別的傳教士拉赫馬特·阿里 (Rahmat Ali) 進入蘇門答臘島，在亞齊的塔帕克團開始活動，初期有13名信眾 。這個教派在印尼的宗教發展中曾發揮過影響力，但在現代卻為其他伊斯蘭教機構所不容，甚至激進穆斯林團體會對這個派別採取暴力行為。估計阿赫邁底亞派組織（印尼阿赫邁底亞社團(JMAI) 中有400,000名追隨者，相當於印尼穆斯林人口的0.2%，分佈在全國542個分支組織；但印尼宗教事務部估計，這個教派的跟隨者僅約有80,000名，與獨立人士估計不同。印尼另有一個阿赫邁底亞派的分離主義團體 - 拉合爾阿赫邁底亞伊斯蘭傳播運動（Lahore Ahmadiyya Movement for the Propagation of Islam），在印尼被稱為 印尼語： (GAI)，自1924年以來即存在於爪哇，到1980年代只有708名跟隨著。

### 基督教
印尼政府對於兩個主要基督教教派 - 新教和天主教，當作兩個獨立的宗教給予合法宗教的承認。

#### 新教

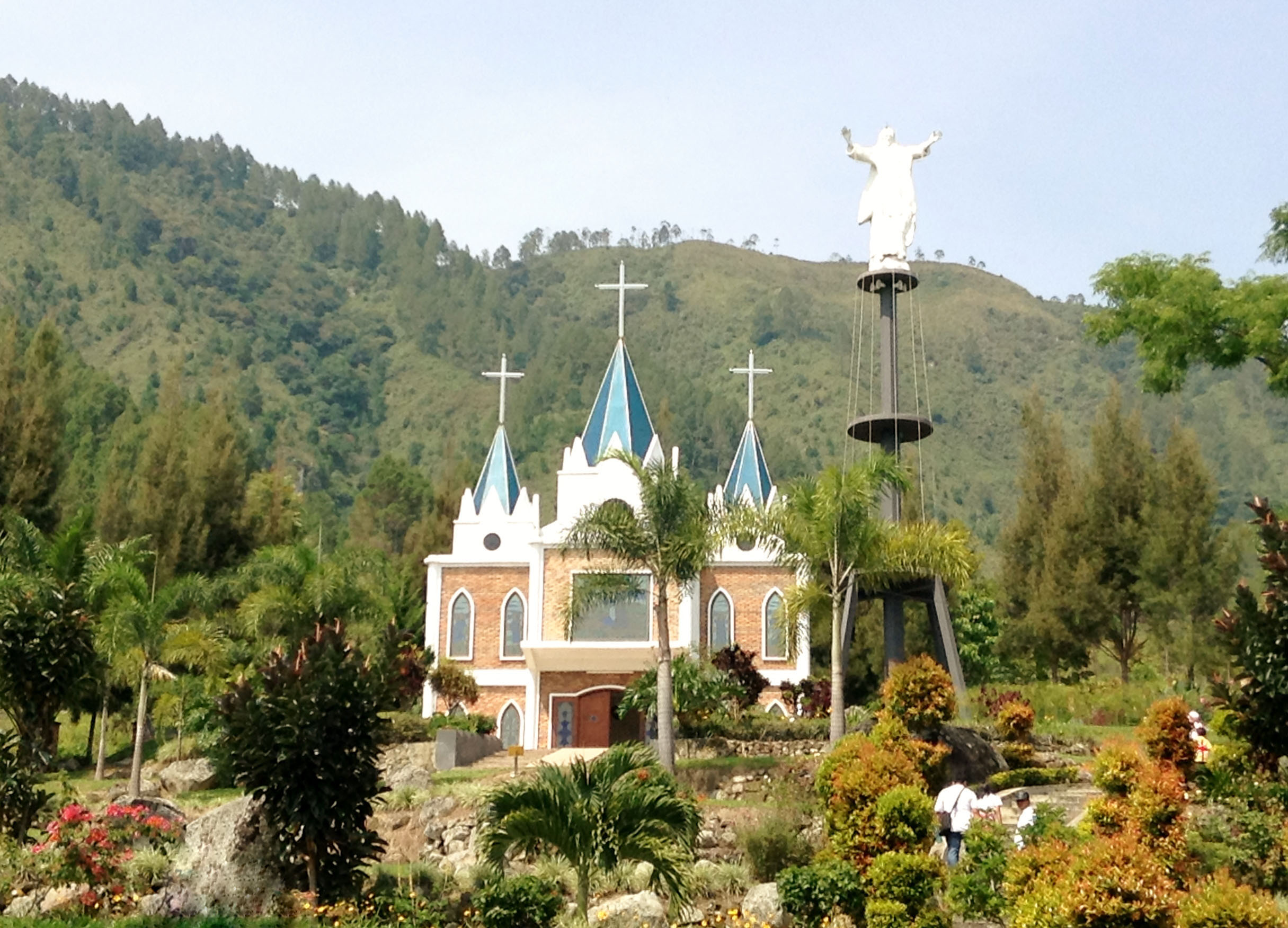
在北蘇門答臘省沙摩西島Unjur區的新教教堂。

新教能在印尼傳播，主要是在荷蘭殖民時期荷蘭歸正教會和信義宗傳教士努力的結果。荷蘭歸正教會一直長期努力引導印尼原住民信仰基督教，後來在19世紀，其他新教派別也陸續加入。VOC為符合自己的利益，會把傳教工作加以規範，將傳教活動限制在印尼群島的東部。雖然前述的兩個宗派最為常見，但在印尼其他地方也可見到許多其他新教的教派。
在印尼某些地區，新教徒的人數已達到相當程度的少數。在2018年的人口普查中，估計總人口中有7.6%宣稱自己是新教徒。蘇拉威西島有17%人口是新教徒，特別在南蘇拉威西省的塔納托拉查縣和中蘇拉威西省有更高的佔比。此外，多達65%的托拉查人是新教徒。北蘇門答臘省的巴塔克人也是信仰新教的主要群體，信徒人數約佔此群體的50%。率先把新教傳播給巴托克人的德國傳教士路德維希·英格威爾·諾門森被稱為巴塔克人的使徒，並創立巴塔克基督教新教教會（印尼語：。
印尼華人也是新教人口的重要成員，分佈在印尼各地，多數集中在主要的城市地區。 在2000年，大約有35%的華裔信奉基督教，且在年輕一代中仍繼續增加中。在某些地區，整個村莊都屬於同一教派，例如再臨宗、基督四方福音教會、信義宗、長老宗或救世軍，各靠傳教士的努力而達成。
印尼有三個新教人口佔多數的省份 - 西巴布亞省、巴布亞省和北蘇拉威西省，分別佔當地人口的60%、68%和64%。在巴布亞省，新教徒在巴布亞本土人口中最為普遍。在北蘇拉威西省，居住在美娜多四周的米納哈桑人在19世紀即皈依基督教。今天，大多數北蘇拉威西省原住民信奉不同派別的新教，而由爪哇島和馬都拉島遷來的移民則信奉伊斯蘭教。新教信徒主要居住在北蘇門答臘省、西加里曼丹省、中加里曼丹省、南蘇拉威西省、西蘇拉威西省、中蘇拉威西省、北蘇拉威西省、東努沙登加拉省、北馬魯古省、馬魯古省、西巴布亞省、巴布亞省。

大多數印尼新教教會均為印尼教會協會 (CCI) 會員。

#### 天主教

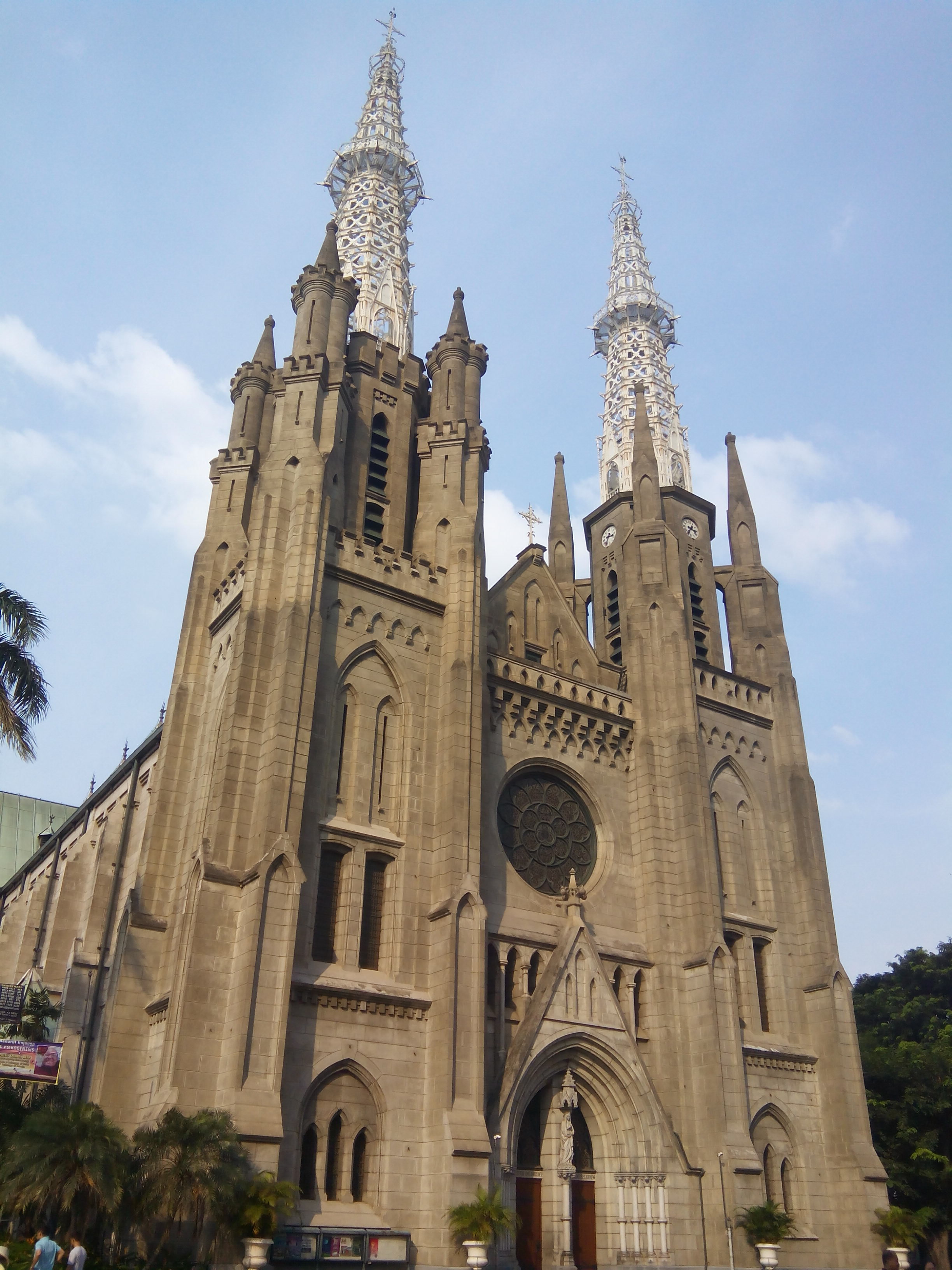
雅加達聖母升天主教座堂是天主教雅加達總教區的主教座堂。

天主教在14世紀和15世紀，因葡萄牙人到印尼群島做香料貿易而傳入當地。其中許多葡萄牙人的目標就是傳播天主教，首先在1534年從摩鹿加群島開始。傳教先驅聖方濟·沙勿略在1546年至1547年間遍訪群島中各島嶼，為數千名當地人施洗。在VOC統治印尼的時期，天主教受到禁止，天主教徒的數量顯著下降。荷蘭人對天主教的敵意有其歷史上的原因，荷蘭人信仰新教，他們經過八十年戰爭最終從信仰天主教的宗主國西班牙取得獨立。VOC加大力度在佛洛勒斯島和帝汶東部施加限制，導致天主教徒數目很顯著的減少。天主教神父受到監禁或處以刑罰，並由荷蘭派來新教神職人員取代。在17世紀，揚·彼得斯佐恩·庫恩擔任荷屬東印度總督期間，有位天主教神父因為在獄中舉行彌撒而遭到處決。VOC在18世紀末破產後，荷蘭天主教於1800年左右再度合法化，此後荷蘭天主教神職人員一直主導在印尼的傳播事務，直到印尼獨立為止。在16世紀的弗洛勒斯島上，曾建有一拉蘭圖卡王國，是東南亞唯一由原住民所建立的天主教王國，第一位國王名叫洛倫佐（Lorenzo）。
除弗洛勒斯島外，中爪哇省也有相當數量的天主教徒。荷蘭神父弗蘭斯·範·利特於1896年抵達馬格朗縣的慕蒂蘭區後，致力在中爪哇省傳播天主教。佛蘭斯神父最初進展並不順利，到1904年，有卡利巴旺的四位爪哇族酋長要求他為當地人提供教育。在1904年12月15日，有178名爪哇族在慕蒂蘭區的Semagung（靠近日惹）受洗。
截至2018年，印尼人中天主教徒的佔比為3.12%，數目接近新教徒佔比（7.6%）的一半。信徒大多居住在西加里曼丹省、巴布亞省和東努沙登加拉省。弗洛勒斯島和西帝汶島所在的東努沙登加拉省是印尼唯一天主教徒佔多數的省份（約佔總人口的54.14%）。在爪哇島，天主教除爪哇族外，也傳播到印尼華人。在今天的佛洛勒斯島，仍然在接近復活節時會舉辦天主教傳統慶典，當地人稱之為聖週。儀式包括遊行隊伍將耶穌和聖母瑪利亞（當地分別稱為印尼語：和印尼語：）的雕像帶到當地海灘，然後前往天主教拉蘭圖卡教區的聖母玫瑰主教座堂（Cathedral of the Queen of the Rosary）。

#### 東方基督教
東方基督教與新教在印尼一同被歸類為印尼語：。
東正教會由印尼真正東正教徒教會代表，該教會從2019年起歸由俄羅斯正教會新加坡教區管轄。
此外印尼還有東方正統教會（安提阿敘利亞正教會和亞歷山大科普特正教會。

### 印度教

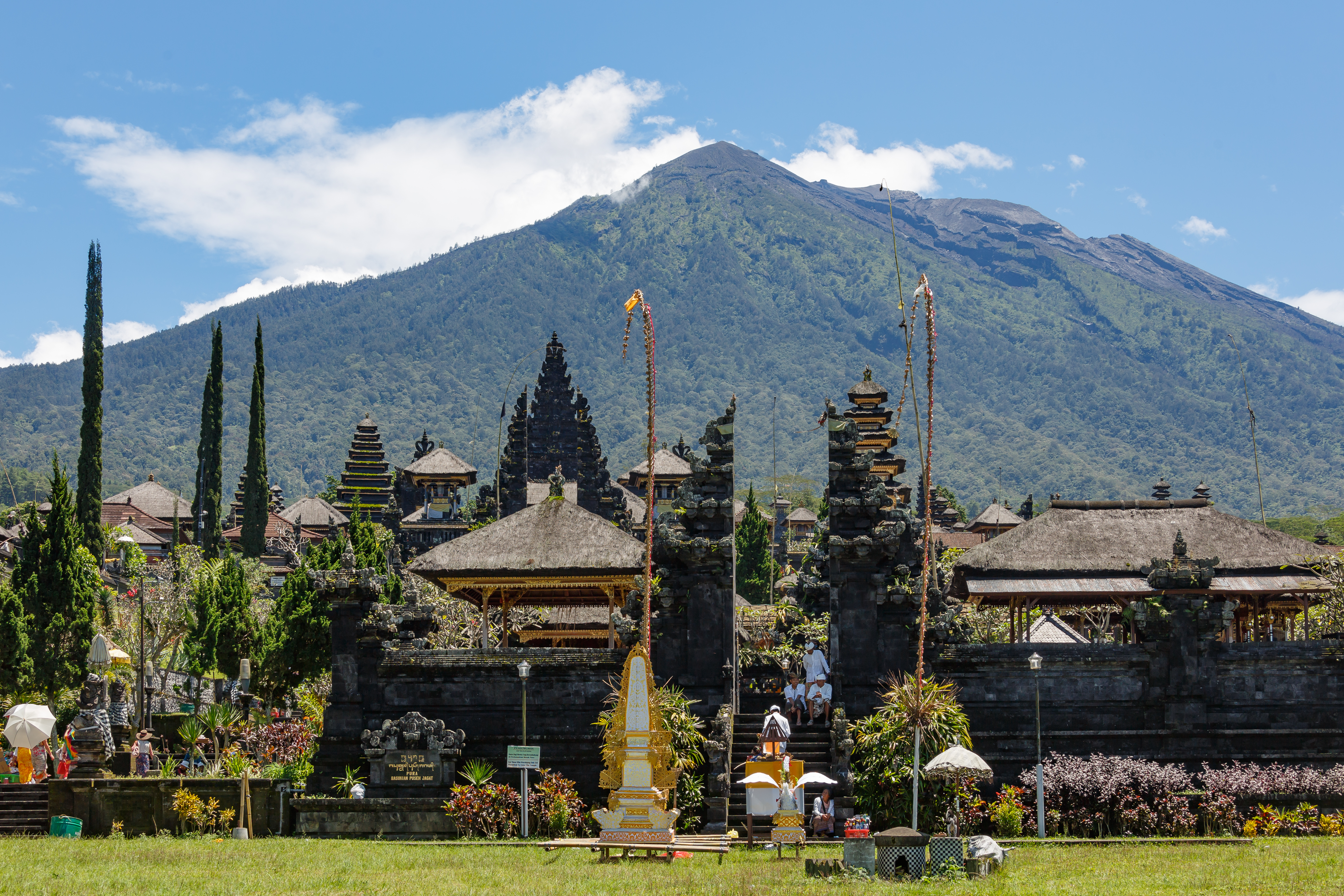
百沙基母廟位於巴厘島東部，修建於號稱「大地肚臍」阿貢火山南坡之上的百沙基村，是巴厘島上最神聖的巴厘島印度教寺廟。

印度教文化和宗教在公元2世紀左右傳入印尼群島，後來成立的王國如古泰、馬打蘭王國和滿者伯夷等都是以印度教-佛教為基礎的王國。在爪哇島西部有個名為薩拉卡納迦拉的巽他族王國在公元130年左右出現。此王國是印尼群島史上第一個有記載的印度化王國，由一位印度商人與當地巽他族公主聯姻後所創立。印尼最大的印度教寺廟群普蘭巴南，是由統治滿者伯夷王國的桑賈亞王朝所建造。滿者伯夷王國在16世紀被崛起的伊斯蘭蘇丹國所滅亡。印尼印度教-佛教王國的興起，以至滅亡的期間被稱為印尼印度教時期。
印尼的印度教具有與其他地區不同的基調。印尼把印度教稱為Agama Hindu Dharma（Agama為宗教之義，Dharma為梵語，有哲學上的“法”之義），也採行種姓制度。也把南島民族的信仰元素如崇敬香、神祇、自然神靈和已故祖先融入。並透過印尼哇揚皮影偶戲和舞蹈把印度教的宗教史詩《摩訶婆羅多》和《羅摩衍那》情節演出。在印尼的各派印度教信仰者都有許多共同信仰，印度教主要的5個基本信仰（稱為Panca Srada），包括對一位全能上帝（梵，宇宙的超越本體和終極實在）的信仰，對靈魂和無數地方和祖先神靈和業力的信仰（對互惠行為法則的信仰，而非對重生和轉世的信仰）。此外，印尼印度教更注重藝術和儀式，而非宗教經典、法律和信仰。在爪哇島的許多地區，印度教和伊斯蘭教相互間有巨大影響，是導致阿邦甘（保留當地信仰的爪哇伊斯蘭教徒，也稱為“名義上的”穆斯林）和科賈文信仰傳統發生的部分原因。
根據印尼在2010年所做的人口普查，印度教徒人數為400萬（佔印尼人的1.7%）。印尼印度教協會對此數字提出質疑，他們估計實際上的印度教徒數目多達1,800萬。大多數印度教徒居住在巴厘島。蘇門答臘島、爪哇島、龍目島、加里曼丹和蘇拉威西島也有相當數目的印度教徒；大多數是經由印尼國內移民計畫遷移到這些地區的巴厘島移民，或者是被爪哇島的城市，特別是雅加達都會區吸引而來的城市化巴厘島人。在北蘇門答臘省的棉蘭居住的的泰米爾裔印尼人是另一重要印度教徒的集中地。
有些印尼本土信仰被納入印度教（並非所有印度教追隨者都同意），例如：在加里曼丹的達雅族的卡哈林干信仰；在爪哇島騰格爾族的印度教信仰；南蘇拉威西省布吉人的投龍堂信仰；和托拉查人的Aluk Todolo信仰。

### 佛教

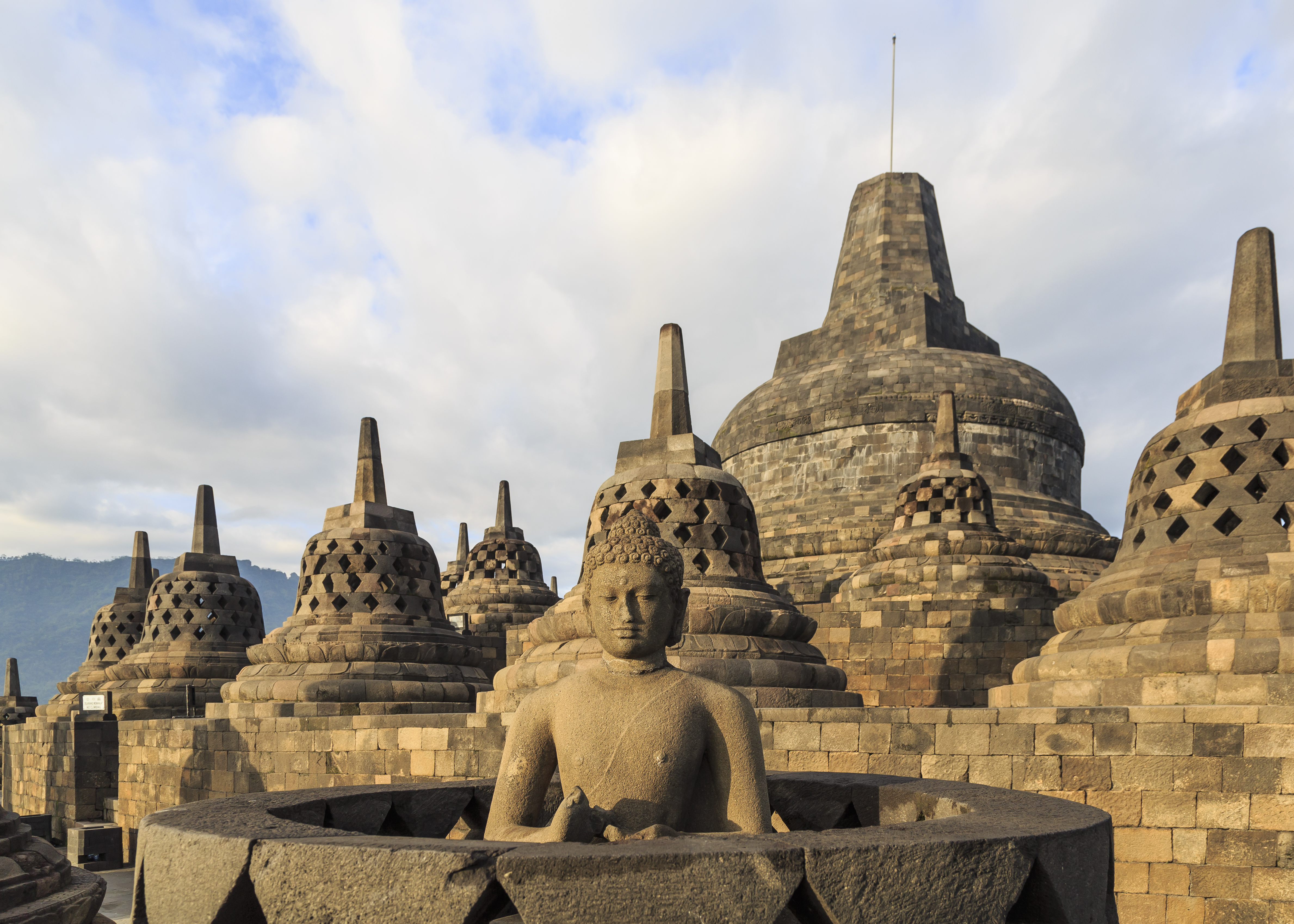
在中爪哇省馬吉冷婆羅浮屠寺廟群內的釋迦牟尼雕像。

佛教是印尼第二古老的宗教，大約在6世紀傳入。印尼的佛教歷史與印度教的歷史密切相關，一些以佛教文化為基礎的王國與印度教王國大約在同一時期建立。印尼群島曾有過強大的佛教王國，如夏連特拉王國、三佛齊王國和馬打蘭王國等的的興起與衰落。印尼最初接觸佛教始於公元1世紀初，經由印尼和印度之間的海上絲綢之路貿易而發生。據某些中國的文字記錄，有位中國僧人在前往印度取經的途中，曾目睹位於蘇門答臘島的強盛海上王國 - 三佛齊。三佛齊也是當地的佛教學習中心。在印尼可找到一些佛教古蹟，包括位於日惹的婆羅浮屠寺廟群，以及各早期佛教王國的雕像或是印尼語：（銘文）。
在蘇卡諾總統於1960年代中期卸任之後，印尼建國五原則（Pancasila）被重申為印尼的官方宗教政策，而此政策只承認一神論。結果是Perbuddhi（印尼佛教組織（Indonesian Buddhists Organisation））創始人體正老和尚（印尼出生華人後裔，俗名Tee Boan-an戴满安）提出佛教有一至尊之神，即成佛種子。他還以古爪哇語中撰寫的佛教經典相關歷史以及婆羅浮屠寺廟來支持其立論。
在蘇哈托擔任總統，稱為新秩序的時代，佛教依據建國五原則的精神而被認可為印尼的5種官方宗教之一。
根據2018年人口普查，信仰佛教的印尼人佔比大約為0.8%，即約200萬人。大多數佛教徒均集中在雅加達，但在廖內省、北蘇門答臘省和西加里曼丹省等也有相當數量的佛教徒。然而這個數字可能會有所膨脹，因為儒教和道教的信仰者（兩種信仰在當時不被被視為官方宗教）在人口普查時會自稱為佛教徒。今天印尼大多數佛教徒是印尼華人，有少數是爪哇人和巴厘島人。印尼佛教徒遵循主要的佛教流派有大乘佛教、密宗佛教和上座部佛教。大多數印尼華人的佛教信仰會融入中國民間信仰元素，成為三教(三種信仰 - 佛教、儒教和道教的混合，或是一貫道。 

### 印尼孔教

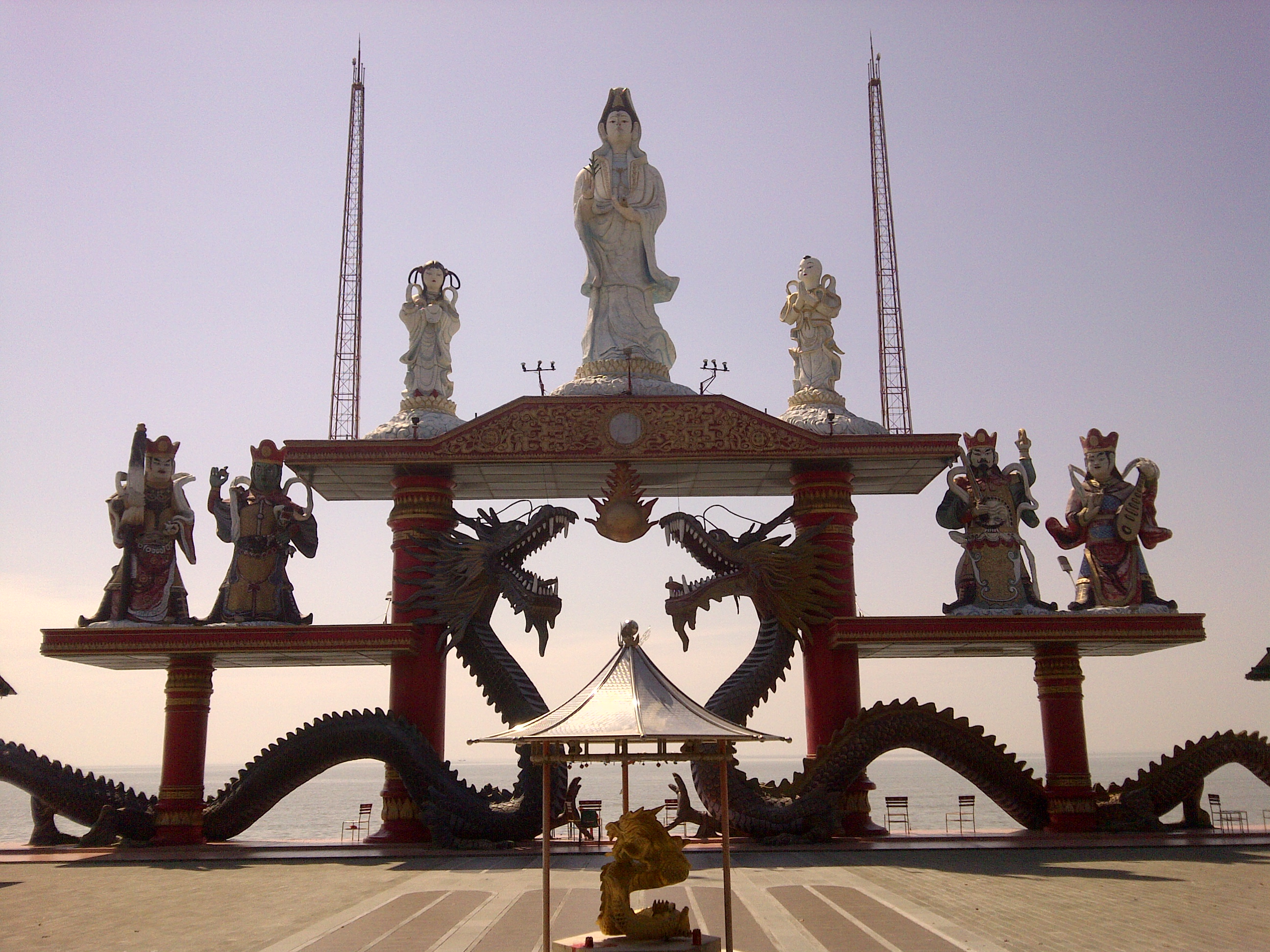
在東爪哇省泗水的中國寺廟宏善堂。

儒家思想起源於中國，早在公元3世紀就由中國商人帶到印尼。儒家思想與其他宗教不同，演化為鬆散的個人信仰和行為準則，而非一種組織嚴謹、神學理論完整的組織，這種思想類似於一種生活方式或社會運動，而非宗教。儒家直到1900年代初期才在巴達維亞（即今日雅加達）成立一個名為印尼語： (孔教會，簡稱（THHK)） 的組織。
印尼在1945年宣布獨立之後，儒學受到多次政治衝突的影響。 蘇卡諾總統在1965年頒布命令（No. 1/Pn.Ps/1965），承認印尼有6種合法的宗教，包括儒教在內。1961年，印尼孔教會（簡稱PKCHI）（現稱印尼儒教最高委員會）宣布儒教是種宗教，孔子是這個教派的先知。 
在繼任的蘇哈托總統的新秩序時期，尤其是在據稱得到中國支持的印尼共產黨（PKI）垮台之後，反華政策成為一種有效取得群眾支持的方式。蘇哈托在1976年發布備受爭議的總統令（No.14/1967)，禁止中國文化，包括使用中文的印刷文件、中國信仰、中國節慶活動，連中國姓名也在禁止之列。然而蘇哈托也承認印尼華人雖然只佔全國人口的3%，卻擁有大量財富和權力。
印尼在1969年通過法令（No. 5/1969），將6種官方許可的宗教恢復。但未實際施行。 印尼內政部部長在1978年發布指令，聲稱只有5種官方許可的宗教，儒教被排除在外。 在1979年1月27日的內閣會議認定儒教不是宗教。內政部長在1990年另發指令，重申印尼共有5種官方許可的宗教。.儒教在新秩序政權時期的地位從來就不清不楚。法律之間相互衝突，上級法律不反對部儒家思想，而下級法律則不予承認。等同事實上儒家並未受到政府的承認，信徒被迫在5個官方宗教中擇一選擇，在身分證上登記，以保住公民的身份。這種做法應用到各方面，包括國籍登記、婚姻登記、戶口登記。當時印尼的公民教育中，學童被告知該國只有5種官方宗教。
蘇哈托在1998年下台後，阿卜杜拉赫曼·瓦希德在1999年當選該國第4任總統。他將1967年總統令和1978年內政部指令撤銷，儒教重新被承認為印尼的合法宗教。從事中國文化和相關活動再次受到允許。

## 原住民信仰

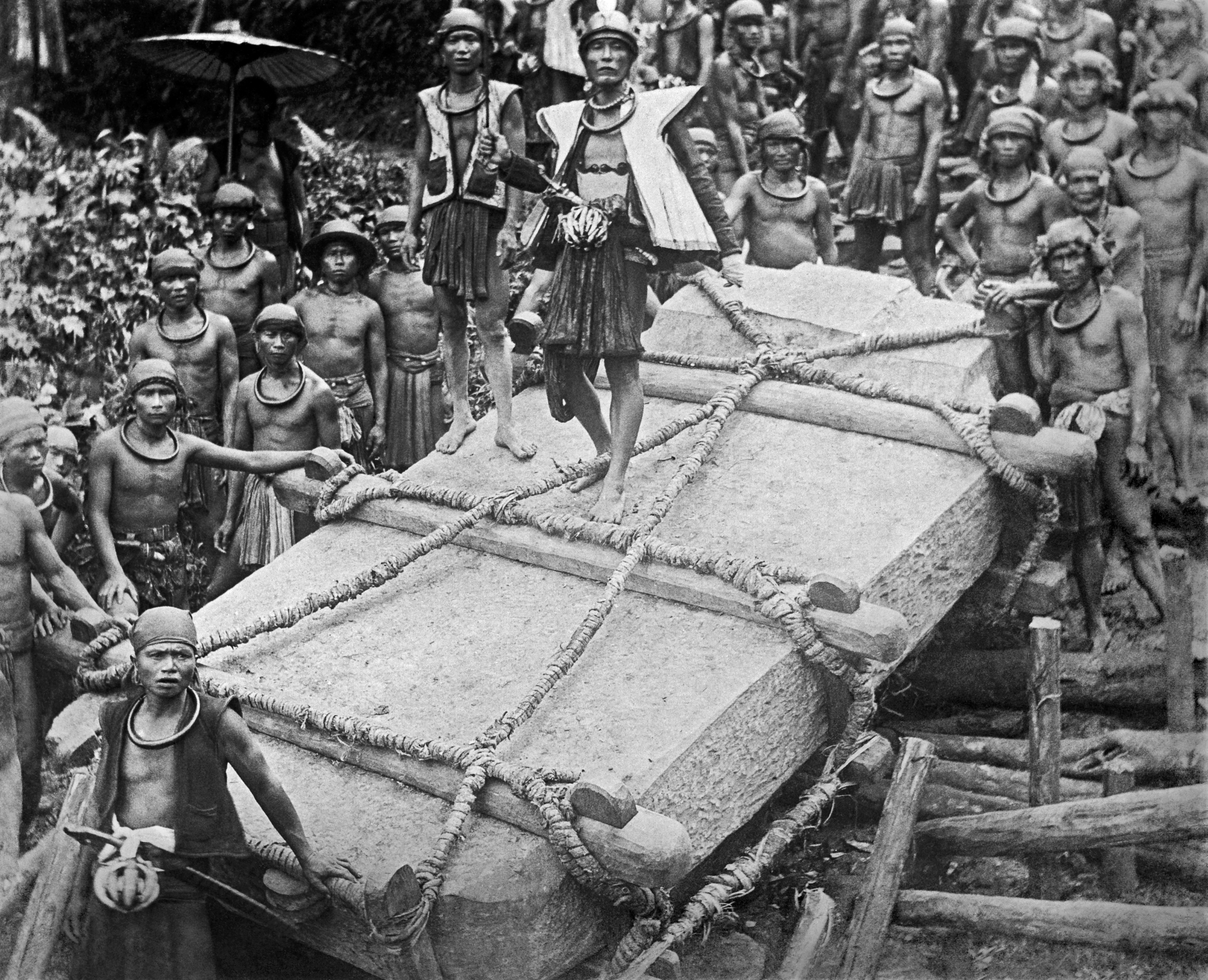
尼斯島族移動和豎立巨石的儀式（約在1915年）。

印尼群島在印度宗教（此指印度教及佛教）和亞伯拉罕諸教（此指伊斯蘭教及基督教）傳入之前，即已普遍存在許多與祖先相關的泛靈論/多神論的原住民信仰（南島民族和巴布亞民族信仰）。有些仍存在於印尼某些地區（純粹或是綜攝的形式）。包括：
- 巴塔克人的帕馬林信仰（英语：Parmalim）
- 布吉人的投龍堂信仰
- 達雅族的卡哈林干信仰（英语：Kaharingan）
- 爪哇族的科賈文信仰
- 卡羅族（英语：Karo people (Indonesia)）的佩美納信仰（英语：Pemena）
- 馬努塞拉族（英语：Manusela people）瑙魯斯信仰（Naurus）（是種印度教，融合有泛靈論和新教元素的混合體。[87]）
- 明打威族（英语：Mentawai）/薩庫得族（英语：Sakuddei）的Arat Sabulungan信仰
- 米納哈桑族（英语：Minahasan people）的Malesung信仰
- 尼斯島族（英语：Nias people）的Fanömba adu信仰 (Pelebegu)
- 巴布亞人（阿斯馬特族等）的Adat信仰
- 桑義赫群島人（英语：Sangirese people）的馬薩德信仰（Masade）
- 薩薩克人的維圖·特魯信仰（英语：WetuTelu）
- 薩武族（英语：Savu people）的今吉·投信仰
- 松巴族（英语：Sumba people）的馬拉普信仰（英语：Marapu）
- 巽他族/巴堆族（英语：Baduy people）的古巽他族信仰（Sunda Wiwitan）
- 塔勞群島人的穆希信仰
- 托拉查人的Aluk Todolo信仰等。[88]

非官方承認的少數民族信仰，其追隨者的人數高達2,000萬。印尼政府經常把原住民信仰視為習俗信仰（kepercayaan adat）而非宗教，是官方承認宗教的變體。也因為如此，這些信仰的追隨者，如信仰卡哈林干信仰的達雅族，為避免受壓力而皈依伊斯蘭教或基督教，把自己認定為印度教的追隨者。一些原住民部落信仰，如古巽他族信仰、托拉查人Aluk Todolo信仰和巴塔克人帕馬林信仰，雖然它們與受印度影響的巴厘島印度教不同，可能會為生存而與印度教聯繫，又同時與主流的巴厘島印度教維持有所區別。在許多情況下，有些原住民信仰的追隨者可能會皈依基督教或伊斯蘭教，在身分證上（KTP）做此種登記，卻仍持續保有既有的信仰。
然根據憲法法院在2017年頒布的一項裁決，“信仰的分支/分流動”，包括當地的新興宗教，已部分獲得承認。這項裁決敘明，那些要求“信仰不被承認的宗教信仰”的人 - 即原住民宗教追隨者，把身份證件上的宗教欄留為空白的法律與憲法規定不符。

### 科賈文信仰

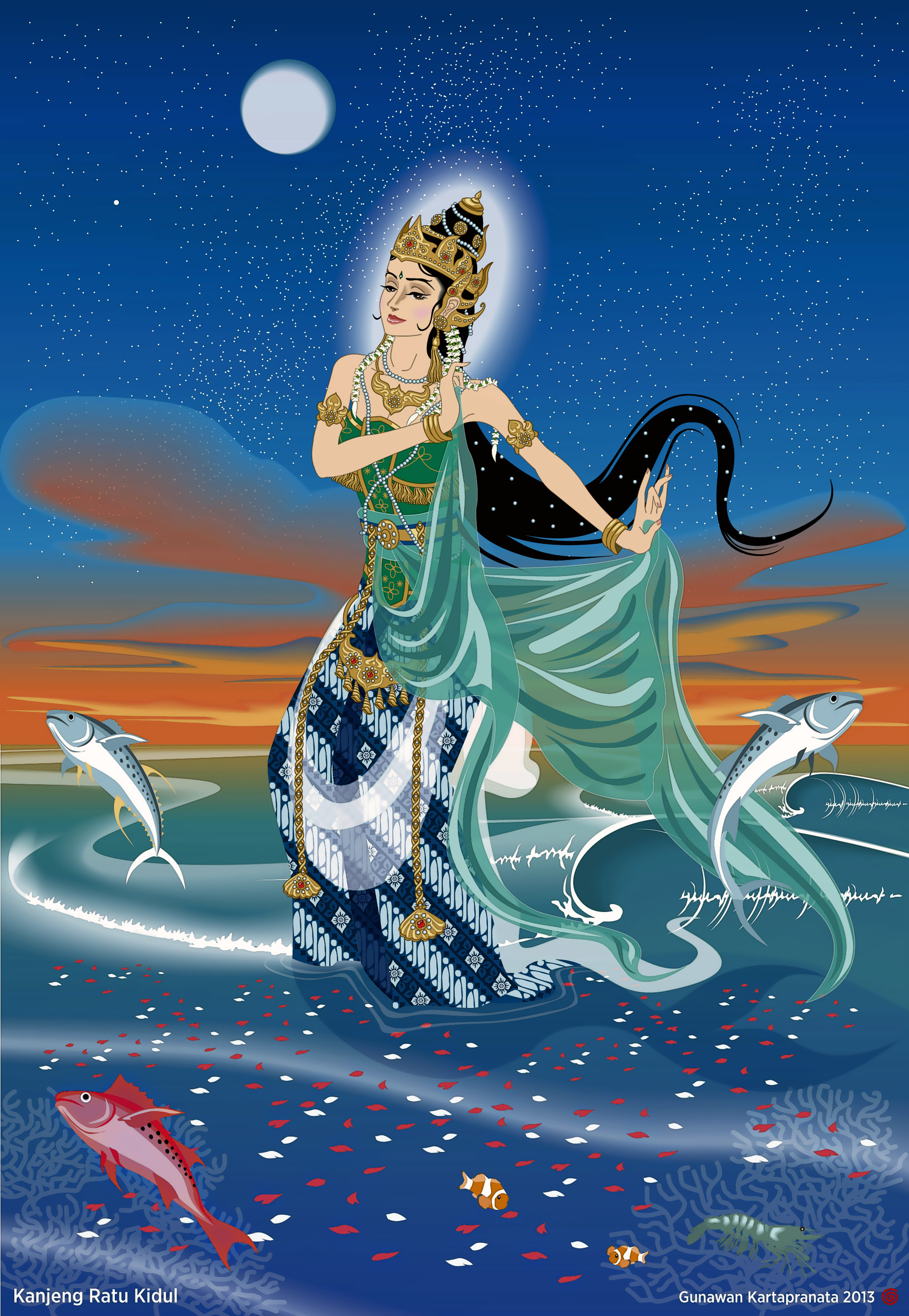
在科賈文信仰、古巽他族信仰及巴厘島印度教中皆有的印尼南海女神。

科賈文信仰（Kejawèn，或寫為Kebatinan，也稱爪哇主義（ Javanism））， 是泛靈論、印度教-佛教和伊斯蘭教（尤其是蘇非主義)的混合。這些信仰植根於爪哇族歷史和精神主義，透過存異求同，把不同宗教的各方面做融合。 Kejawèn通常被認為崇尚神秘，這些信仰中有些變異與精神上自我控制有關。在1992年時的Kejawèn有許多流派，但這種信仰因為鼓勵犧牲以供祭祀，並對當地和祖先神靈的崇敬，而普遍被引喻為泛神崇拜。這些神靈被認為附著在自然物體、人類、文物和重要的瓦里（穆斯林聖徒）的墓地。疾病和不幸事件都由這些這些神靈造成，如果祭祀或是朝聖均無法安撫神靈，則需尋求巫醫來幫忙解決。Kejawèn意味人們從具有侵略性的正統伊斯蘭普世主義轉為更內化的普世主義。因此Kejawèn會傾向將普世與當地，還有社區和個人之間的藩籬破除。
根據新加坡作者與政治家李炯才的看法，Kejawèn沒特定的先知、聖書，也沒有獨特的宗教節日和儀式；這種信仰更多地與每個追隨者內化的超驗視野和信仰，及他們與他人和至高無上神靈的關係有關。因此這些信仰者可在身分證中註明為為6種官方認可的任何一種，但仍依循Kejawèn信仰和生活方式。這種組織鬆散的思想和信仰潮流在1945年的憲法中有合法地位，並在1973年被承認為尊崇一位至高無上的上帝信仰，在某種程度等同取得合法宗教的地位。前總統蘇哈托即自詡為這種信仰的擁護者。
正式的Kejawen/Kebatinan流派有修普達（Subud）、蘇瑪拉（Sumarah）、潘隔斯圖（Pangestu）、阿瑪沓運動等。

#### 修菩達
修菩達由穆罕默德·蘇布·蘇墨哈迪維多多在1920年代創立。 而修菩達這個名字在1940年代後期，當團體經合法注冊後才開始使用。修菩達運動的基礎是倡導修行，通常被稱為靈性修行，蘇墨哈迪維多多將其稱為“上帝的力量（the Power of God）”或“偉大的生命力量（the Great Life Force）”的指導。 蘇墨哈迪維多多的目標是依循上帝的旨意達到完美的品格。只有激情、心思和意念與內心的感覺能夠分開時，才能接觸到無處不在的“偉大的生命力量”。
蘇墨哈迪維多多認為當今人們不再單純相信文字，而需要個人證據和宗教或精神現實的證明。他聲稱修菩達不是種新的教義或宗教，而精神修行本身就是人類正在尋找的證據。他還拒絕把修菩達歸類為kebatinan團體。今日修菩達團體在大約83個國家/地區中擁有約10,000名會員。

### 薩明主義
薩明主義運動由Surosentiko Samin於19世紀末和20世紀初在中爪哇省布洛拉）所創立，倡導以和平方式對抗荷屬東印度殖民者的資本主義（例如不納稅，不提供殖民者所需的柚木），但Surosentiko Samin本身為文盲，追隨者多為文盲，留下的文字資料極為有限。

### 其他

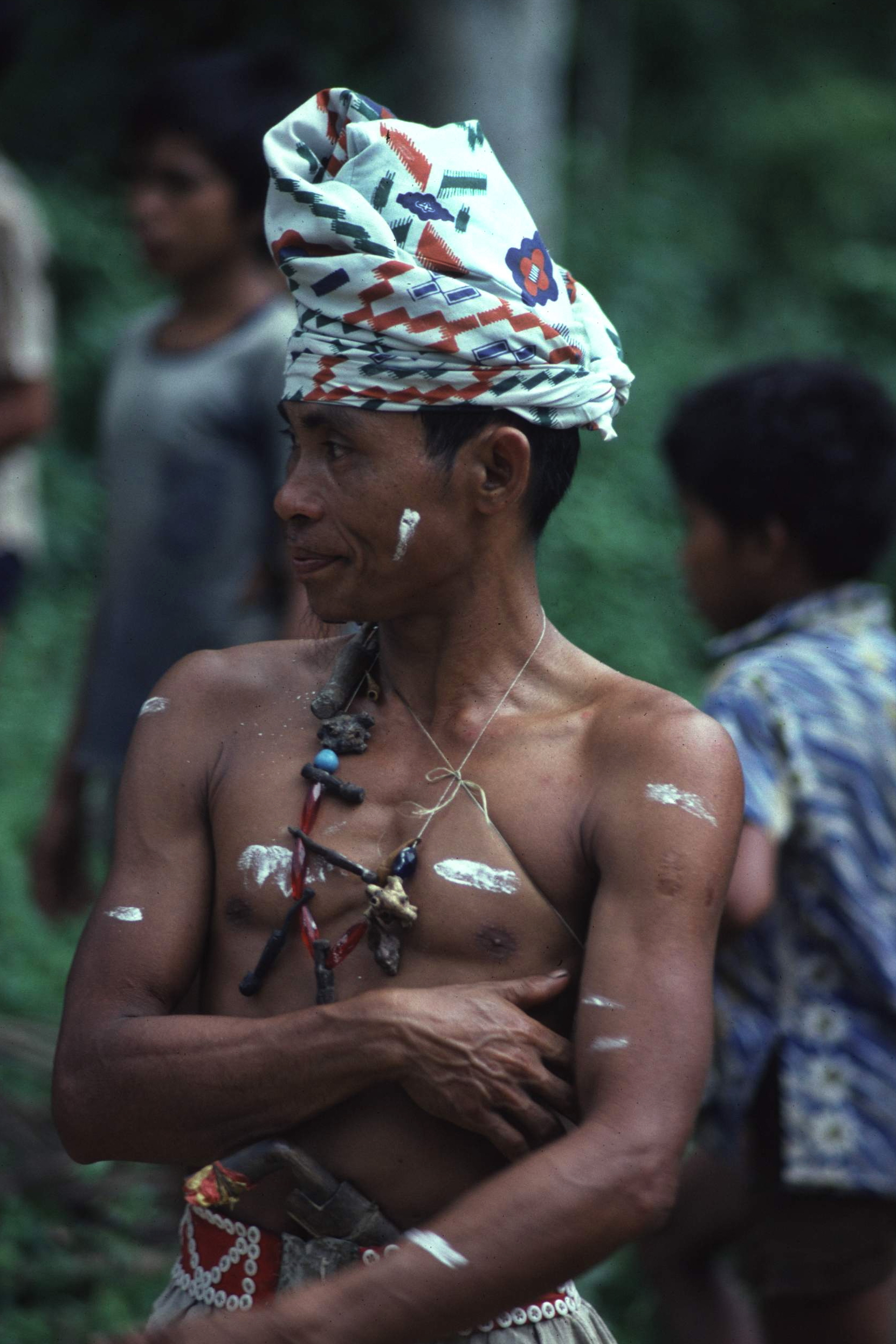
達雅族Duken（巫師）。

印尼人稱呼巫師/巫醫為Dukun（科賈文信仰巫師，也有巫醫的稱法）或是pawang（帕旺（巫術））（印尼的馬來族則使用bomoh的稱法）。他們的社會角色是民俗大夫、通靈、民俗專家，有時是巫術和黑魔法大師。印尼有許多自封的巫師都是騙子和罪犯，專找相信超自然現象，容易上當和迷信的人下手。 

## 其他宗教和信仰

### 猶太教

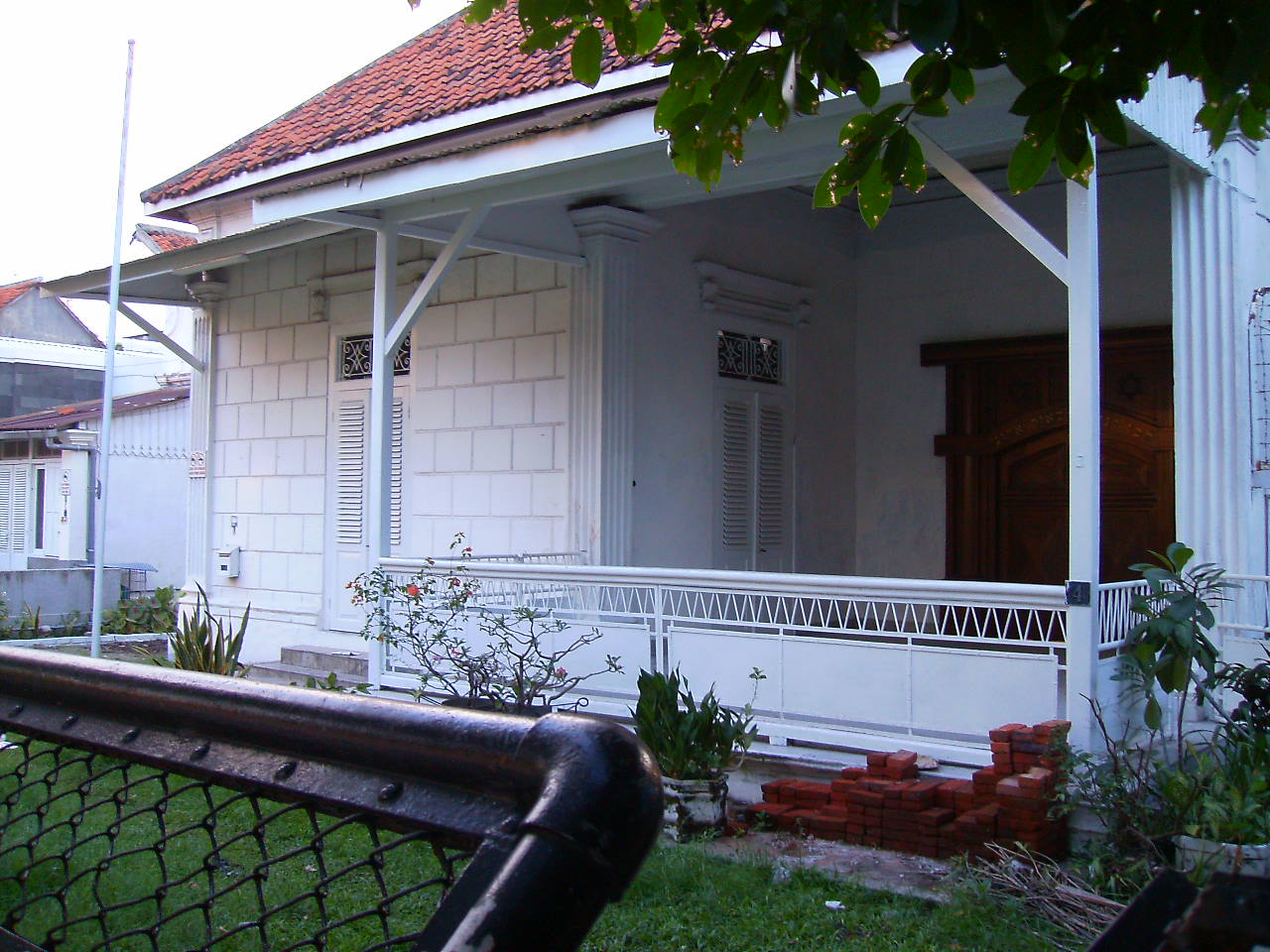
在泗水的猶太會堂（2007年）

塞法迪猶太人在17世紀由伊比利半島的葡萄牙和西班牙遷來印尼群島定居。在1850年代，約有20個來自荷蘭和德國的猶太家庭，居住在巴達維亞。有些人則住在三寶壟和泗水。有些巴格達猶太人也來印尼定居。1945年之前，約有2,000名來自荷蘭的猶太人居住在印尼。在日本佔領印尼期間，由於猶太人會被送往拘留所，而在印尼爭取獨立的民族革命期間，歐亞人會成為攻擊的目標，因此有些猶太人會皈依基督教或伊斯蘭教來規避風險。據報導印尼在1957年大約仍有450名猶太人，主要是在雅加達的阿什肯納茲猶太人和在泗水的塞法迪猶太人。這個群體在1963年減少到50人，在1997進一步年降到20人。
在泗水的猶太人多年來經由住在新加坡的親戚和教友的零星捐獻，一直保有一座名為Beth Shalom的猶太會堂。在2009年，由於伊斯蘭教激進組織抗議以色列對加薩走廊的攻擊（參見2008年加薩戰爭），Beth Shalom遭到關閉。它後來被泗水政府指定為歷史建築，但這所會堂在2013年5月於無預警的情況下遭到拆除，推測可能是某種神秘的不動產交易下的結果。
自2003年以來，一座名為“Shaar Hashamayim（天堂之門）”的猶太教堂為北蘇拉威西省通達諾鎮約20名當地猶太人社區提供服務，約有10名猶太教正統派（哈西迪派）的教友來此禮拜。這是當前印尼唯一仍在運作的猶太會堂。
“印尼猶太社區聯合會（The United Indonesian Jewish Community）”（簡稱UIJC）於2009年組成，並於2010年10月開始運作。2015年，第一個名為“Beit Torat Chaim”的官方猶太中心由印尼宗教事務部核准啟用。此中心位於雅加達，將由拉比Tovia Singer主持。

### 巴哈伊信仰
巴哈伊信仰於1863年在伊朗創立，卻一直受到伊朗當局的迫害，迄今依然如此，伊斯蘭世界也對這種信仰的追隨者予以迫害。根據美國創立的世界宗教數據檔案協會（ARDA）中針對印尼巴哈伊信仰推算的資料，印尼在2010年有22,800名信徒。但到2015年ARDA則表示無可靠資料以供估計。
在印尼的巴哈伊信仰者受到某種程度的政府歧視。自2014年起，情況略有改善，有傳說政府將承認其為合法宗教（有錯誤報導說印尼政府已於2014年承認）。

### 錫克教
錫克教徒於1870年代開始移民到印尼（商人，及擔任警衛者）。蘇門答臘島和爪哇島有幾所謁師所和學校，例如有一處建於棉蘭（1911年）。印尼錫克教最高委員會（Supreme Council for the Sikh Religion in Indonesia）在2015年成立。印尼的錫克教信徒約有7,000人（另稱介於10,000至15,000人之間），由於這個宗教並未得到政府正式承認，導致信徒在身分證上註明自己為印度教徒。
在印尼的錫克教屬於錫克教改革運動的Radha Soami Satsang Beas派(RSSB)，而非傳統的正統錫克教。

### 耆那教
在雅加達印度裔印尼人中有個名為”印尼耆那教社群“（Jain Social Group Indonesia，簡稱JSG Indonesia）的小型組織存在。

### 新興宗教運動
印尼最著名的新興宗教是神智學協會，超驗冥想運動，法輪功，和兩種起源於印尼的修菩達和伊甸社區（Jamaah Alamulla）。 

### 無神論
雖然印尼並無明文禁止無神論，但無神論者因公開表達其觀點而被控褻瀆先知的法律案件，而引發根據Pancasila，這樣做是否實際上違法的質疑。有神職人員援引Pancasila第一原則來辯稱這樣做即為違法，而法律學者則表示，這項原則是世俗民族主義者、穆斯林和非穆斯林國家創始人之間的妥協，目的並非禁止無神論。雖然如此，無神論者群體往往因為害怕遭起訴而不敢公開表達他們的觀點。
在2012年，一位名為亞歷山大·安的公務員因在他的Facebook頁面上寫下“上帝並不存在”並在網上分享有關先知穆罕默德的材料，而引發全國性的爭論，他被判處30個月監禁。亞歷山大的律師推測印尼只有約2,000名無神論者，但由於擔心公開表達無神論觀點會遭監禁，所以實際上會有多少人抱持無神論觀點，則不易估計。

## 各宗教間關係
雖然印尼政府設定幾種官方承認的宗教，但不同宗教間的衝突確實會發生。在蘇哈托主政的新秩序期間，他提出反華法案（參見針對印尼華人立法），與中華文化有關者一律遭禁，包括姓名和宗教。蘇哈托也努力讓政府“去伊斯蘭化”，在內閣中任用大量基督徒閣員。然而到1990年代初期，伊斯蘭化問題出現，軍隊分裂為民族主義陣營和伊斯蘭陣營。後者由普拉博沃·蘇比安托將軍領導，支持伊斯蘭化，而維蘭拓將軍則支持世俗國家。 
在新秩序時期，源自荷屬東印度時期即有的印尼國內移民計劃仍繼續實施，以便把數百萬人從人口稠密，過度擁擠的爪哇島、巴厘島和馬都拉島遷徙到人口較少的地區，例如安汶、小巽他群島和巴布亞。這種做法受到甚多批評，被描述為爪哇族和馬都拉族的殖民，而把伊斯蘭教帶入非穆斯林地區。印尼西部的公民主要是穆斯林，基督徒是少數，而在東部地區，基督徒的規模與穆斯林相似或較多。這種試圖平衡人口分佈的做法導致東部地區出現更多的宗教衝突，包括自蘇哈托總統退位之後的波索騷亂和馬魯古教派衝突的社區暴力事件。
印尼政府透過提出宗教間合作計劃，努力緩和緊張局勢。印尼外交部與印尼最著名的伊斯蘭組織伊斯蘭教士聯合會共同舉行國際伊斯蘭學者會議（International Conference of Islamic Scholars），以倡導伊斯蘭溫和主義（wasat ），據信可因此緩解印尼國內的緊張局勢。“宗教間合作對話：社區建設與和諧”會議於2004年12月6日舉行。東協國家、澳大利亞、東帝汶、紐西蘭和巴布亞新幾內亞均派代表參加這次會議，以討論不同宗教團體之間的合作，盡量減少印尼宗教間的衝突。
但美國國際宗教自由委員會在2010年向美國國會提交的報告中仍指出有針對印尼什葉派社區的襲擊，特別是在東爪哇省和馬都拉島。在馬都拉島發生的一起事件，村民包圍什葉派教徒房屋並要求他們停止宗教活動，但包圍者遭到當地領導人和神職人員驅散。在處理非主流伊斯蘭阿赫邁底亞派信徒的問題上，印尼並未採取行動以維護信徒的人權。幾座阿赫邁底亞清真寺在2008年遭到燒毀。有126名阿赫邁底亞信徒在2012年之前的4年裡成為印尼本國境內的難民。
然而有跡象顯示，為建造禮拜場所而發生的宗教衝突，與商業利益有關的成分佔較大的比率。例如在雅加達全福音伯特利教會(GBIS) 的爭議是由於在1957年即有的土地糾紛，而印尼長老教會(GKI) 在茂物Taman Yasmin區的爭議是由於市政府計劃把教堂區變為商業區。茂物的Taman Yasmin教堂受到印尼最高法院的支持和保護，但茂物市長拒絕遵守法院的裁決。社會上也出現一種積極的合作形式，例如6個不同的宗教組織合力幫助2004年海嘯的受害者。 跨信仰組織 - “印尼遜尼派和什葉派委員會”（MUHSIN）則於2011年成立。
2017年，對印尼政治人物鐘萬學（Ahok（阿學），印尼名為Basuki Tjahaja Purnama）的褻瀆審判受到國際關注。2016年，在第4屆雅加達省長選舉的某次競選活動中，Ahok表示一些公民不會投票給他，因為他們受到有人利用《古蘭經》Al-Ma'ida 51詩句及類似變體（宣導先知不許用非伊斯蘭信徒作為保護者）的人“威脅和欺騙”。之後一位名為Buni Yani大學講師將Ahok發言片段加以編輯及散布，而引起廣泛的抗議，Ahok在2017年5月因褻瀆先知的罪名遭到監禁。佐科·維多多總統政府的回應是取締伊扎布特（伊斯蘭解放黨）的印尼分會。印尼政府（特別是該國情報機構 (BIN)） 隨後採取行動以遏制伊斯蘭激進主義，一些宗派人士稱這是對伊斯蘭教的攻擊。

## 人口普查中關於宗教的數據
印尼在1961年、1971年、1980年、1990年、2000年、2010年和2018年的普查以及各種調查中都用到宗教信仰這個項目來收集資料。在1961年的普查中，有關宗教的數據被認為存在分歧，因此並未公佈。1971年的普查中把基督教分為三個組別 - 天主教、新教和其他。而聯合國1979年世界人口統計年鑑僅列出一項，即所有基督徒的集體數據。到2000年，人口普查中只分為天主教和新教兩種。
|            | 1971年 | 1971年 | 1980年 | 1980年 | 1985年 | 1985年 | 1990年 | 1990年 | 2000年 | 2000年 | 2005年 | 2005年 | 2010年 | 2010年 | 2018年 | 2018年 |
| ---------- | ------ | ------ | ------ | ------ | ------ | ------ | ------ | ------ | ------ | ------ | ------ | ------ | ------ | ------ | ------ | ------ |
| Muslim     | 103.58 | 87.51% | 128.46 | 87.94% | 142.59 | 86.92% | 156.32 | 87.21% | 177.53 | 88.22% | 189.01 | 88.58% | 207.18 | 87.20% | 231.07 | 86.7%  |
| Protestant | 8.74   | 7.39%  | 8.51   | 5.82%  | 10.59  | 6.46%  | 10.82  | 6.04%  | 11.82  | 5.87%  | 12.36  | 5.79%  | 16.53  | 6.96%  | 20.25  | 7.6%   |
| Catholic   | 8.74   | 7.39%  | 4.36   | 2.98%  | 5.14   | 3.13%  | 6.41   | 3.58%  | 6.13   | 3.05%  | 6.56   | 3.07%  | 6.91   | 2.91%  | 8.35   | 3.12%  |
| Hindu      | 2.30   | 1.94%  | 4.76   | 3.26%  | 3.18   | 1.94%  | 3.29   | 1.83%  | 3.65   | 1.81%  | 3.70   | 1.73%  | 4.01   | 1.69%  | 4.65   | 1.74%  |
| Buddhist   | 1.09   | 0.92%  | 4.76   | 3.26%  | 1.60   | 0.98%  | 1.84   | 1.03%  | 1.69   | 0.84%  | 1.30   | 0.61%  | 1.70   | 0.72%  | 2.03   | 0.77%  |
| Confucian  | 0.97   | 0.82%  | 4.76   | 3.26%  | 0.95   | 0.58%  | 0.57   | 0.32%  | 0.41   | 0.20%  | 0.21   | 0.10%  | 0.12   | 0.05%  | 0.07   | 0.03%  |
| Other      | 1.69   | 1.42%  | 4.76   | 3.26%  | 0.95   | 0.58%  | 0.57   | 0.32%  | 0.41   | 0.20%  | 0.24   | 0.11%  | 0.30   | 0.13%  |        |        |
| Unstated   | 1.69   | 1.42%  | 4.76   | 3.26%  | 0.95   | 0.58%  | 0.57   | 0.32%  | 0.41   | 0.20%  | 0.24   | 0.11%  | 0.14   | 0.06%  |        |        |
| Not asked  | 1.69   | 1.42%  | 4.76   | 3.26%  | 0.95   | 0.58%  | 0.57   | 0.32%  | 0.41   | 0.20%  | 0.24   | 0.11%  | 0.76   | 0.32%  |        |        |
| Total      | 118.37 |        | 146.08 |        | 164.05 |        | 179.25 |        | 201.24 |        | 213.38 |        | 237.64 |        | 266.5  |        |

2000年普查資料中天主教徒人數下降，原因為東帝汶脫離印尼而獨立。
由於2004年12月26日亞齊省的海嘯導致大量穆斯林人口死亡，而導致2010年普查資料中穆斯林人口百分比有所下降。

### 依照族群劃分宗教人口構成（2010年普查）
| 爪哇族     | 92,107,046  | 2,428,121  | 160,090   | 90,465    | 2,857   | 9,599   | 94,788,943  |
| 巽他族     | 36,450,022  | 1,814      | 1,851     | 24,528    | 4,854   | 3,235   | 36,665,892  |
| 馬來族     | 8,643,370   | 8,484      | 1,031     | 19,848    | 1,243   | 242     | 8,751,218   |
| 巴塔克人   | 3,738,660   | 4,707,658  | 1,476     | 9,190     | 315     | 6,305   | 8,463,604   |
| 馬都拉族   | 7,157,518   | 7,695      | 368       | 435       | 32      | 43      | 7,166,091   |
| 巴達維人   | 6,607,019   | 151,429    | 1,161     | 39,278    | 1,805   | 252     | 6,800,944   |
| 米南佳保人 | 6,441,071   | 1,822      | 179       | 1,255     | 49      | 44      | 6,459,420   |
| 布吉人     | 6,348,200   | 35,516     | 26,102    | 957       | 47      | 2,395   | 6,413,217   |
| 萬丹族     | 4,634,374   | 4,810      | 101       | 2,680     | 70      | 242     | 4,642,277   |
| 班加爾族   | 4,108,104   | 15,775     | 994       | 1,396     | 62      | 410     | 4,126,741   |
| 巴厘島人   | 127,274     | 49,385     | 3,736,993 | 10,378    | 142     | 473     | 3,924,645   |
| 亞齊人     | 3,398,818   | 403        | 70        | 1,028     | 7       | 4       | 3,403,961   |
| 達雅族     | 1,016,697   | 2,017,870  | 12,140    | 17,502    | 568     | 154,219 | 3,218,996   |
| 薩薩克人   | 3,153,671   | 5,540      | 4,555     | 10,682    | 7       | 439     | 3,174,894   |
| 印尼華人   | 131,682     | 1,211,692  | 3,552     | 1,388,829 | 94,005  | 1,114   | 2,830,874   |
| 其他       | 23,057,923  | 12,436,323 | 63,909    | 73,027    | 9,422   | 117,848 | 35,758,452  |
| 總計       | 207,121,449 | 23,359,556 | 4,005,337 | 1,691,478 | 115,485 | 296,864 | 236,590,169 |
| 資料來源:  |             |            |           |           |         |         |             |

在2018年，根據印尼統計局的數據，印尼人口中穆斯林佔86.7%、基督徒佔10.72%（新教徒佔7.6%，天主教徒佔3.12%）、印度教徒佔1.74%、佛教徒佔0.77%、印尼孔教徒佔0.03%和其他佔0.05%。